# 澤井義次
澤井 義次（さわい よしつぐ、1951年7月15日 - ）は、日本の宗教学者、ヒンドゥー教研究者、天理教教義学者。天理大学名誉教授。

## 経歴
1951年、奈良県生まれ。天理高等学校から、天理大学文学部宗教学科へ進み、宗教心理学者の松本滋らに学ぶ。天理大学卒業後、東北大学大学院（宗教学）へ進学し、楠正弘らに学ぶ。
同大学博士課程へ進学後、アメリカのハーバード大学大学院へ留学。宗教学者ウィルフレッド・キャントウェル・スミス（Wilfred Cantwell Smith）、ジョン・カーマン（John B. Carman）、インド学のダニエル・インゴールス（Daniel H.H. Ingalls） らに学ぶ。Ph. D論文はインドのヴェーダーンタ哲学者シャンカラを開祖とするシャンカラ派の宗教思想について。博士論文は後に、The Faith of Ascetics and Lay Smartas（1992年）として出版。
帰国後、天理大学おやさと研究所講師および助教授、さらに同大学人間学部宗教学科助教授を経て教授、宗教学科長を務めた後、2014年4月より2018年３月まで、天理大学人間学部長。宗教学の方法論やインド哲学に関する論考とともに、天理教教義学・天理教人間学に関する著作を著している。
天理大学では、ローマ教皇グレゴリアン大学との宗教間対話（『天理教とキリスト教の対話』）や、ドイツのマールブルク大学との共同研究シンポジウム（『相互行為としての祈り』）などに携わっている（各著作は日本語・英語で出版）。
ハーバード大学客員研究員、オックスフォード大学客員研究員、サンティアゴ・デ・コンポステラ大学（スペイン）客員教授、東京大学大学院人文社会系研究科（宗教学）非常勤講師、東北大学大学院文学研究科（宗教学）非常勤講師、国立民族学博物館共同研究員、同志社大学「21世紀COEプログラム」共同研究員などを務める。
天理大学人間学部宗教学科教授（同大学おやさと研究所研究員を兼任）を、2020年３月末日に退任、また同大学おやさと研究所嘱託研究員および天理教校本科講師を、2022年３月末に退任し、現在、天理大学名誉教授。Ph.D. （ハーバード大学）、博士（文学）（東北大学）の学位を取得。そのほか、宗教倫理学会・元会長（現・顧問）、日本宗教学会・常務理事、印度学宗教学会・理事などで、編著書が多数ある。
および、井筒ライブラリー・東洋哲学編集委員、井筒俊彦全集編集委員（慶應義塾大学出版会）を務め、英文著作の監修・訳を担当している。

## 著書

### 単著
- The Faith of Ascetics and Lay Smartas: A Study of the Sankaran Tradition of Srngeri， Wien: Sammlung De Nobili，Universitat Wien, 1992.

- 『天理教人間学の地平』、天理大学出版部、2007年。
- 『天理教教義学研究―生の根源的意味の探究』、天理教道友社、2011年。
- 『シャンカラ派の思想と信仰』、慶應義塾大学出版会、2016年。
- 『宗教學的省思: 澤井義次的觀點』（増補版、高佳芳等譯）、台灣宗教與社會協會、2017年。
- 『ルードルフ・オットー　宗教学の原点』、慶應義塾大学出版会、2019年。
- Rudolf Otto and the Foundation of the History of Religions, London: Bloomsbury Academic, 2022．
- 『井筒俊彦　東洋哲学の深層構造』、慶應義塾大学出版会、2024年。

### 共著
- 『超越と神秘―中国・インド・イスラームの思想世界』、大明堂、1994年。
- 『宗教現象の地平』、岩田書院、1995年。
- 『改訂天理教事典』、天理教道友社、1997年。
- Consciousness and Reality: Studies in Memory of Toshihiko Izutsu, Iwanami-shoten, 1998.
- 『聖者たちのインド』、春秋社、2000年。
- 『根源へ―思索の冒険』、岩波書店、2004年。
- 『インド学諸思想とその周延』、山喜房佛書林、2004年。
- 『異界の交錯』（下巻）、リトン、2006年。
- 『多元的世界における寛容と公共性』、晃洋書房、2007年。
- 『宗教史とは何か』（下巻）、リトン、2009年。
- Japanese Contribution to Islamic Studies: The Legacy of Toshihiko Izutsu Interpreted, Malaysia: International Islamic University Malaysia Press, 2010.
- The Historical Development of the Bhakti Movement in India, New Delhi: Manohar, 2011.
- 『宗教における死生観と超越』、方丈堂出版、2013年。
- Purification: Religious Transformations of Body and Mind, Bloomsbury, 2013.
- Rudolf Otto: Theologie-Religionsphilosophie-Religionsgeschichte, Walter de Gruyter, 2013.
- 『世界の宗教といかに向き合うか』、聖公会出版、2014年。
- 『天理教事典　第三版』、天理大学出版部、2018年。
- 『井筒俊彦の東洋哲学』（鎌田繁と共編）、慶應義塾大学出版会、2018年。
- 『井筒俊彦ざんまい』、慶應義塾大学出版会、2019年。

### 編著・翻訳書
- The Lao-tzu: The Way and Its Virtue, translated and annotated by Toshihiko Izutsu, Tokyo: Keio University Press (The Izutsu Library Series on Oriental Philosophy 1),　edited by Yoshitsugu Sawai, 2001.
- Izutsu Toshihiko, The Structure of Oriental Philosophy, 2 vols., Keio University Press (The Izutsu Library Series on Oriental Philosophy 4),　edited by Yoshitsugu Sawai , 2008.

- （監訳）井筒俊彦『東洋哲学の構造―エラノス会議講演集』（金子奈央・古勝隆一・西村玲との共訳）、井筒俊彦・英文著作翻訳コレクション、慶應義塾大学出版会、2019年。

## 受賞歴
- 1988年　"Sankara's Theory of Samnyasa" 他４論文、で日本宗教学会賞。
- 1986年　論文「シャンカラ派僧院の歴史と伝承」（「東方学」第70輯）およびこれと関連する研究活動、で東方学会賞。